# Rhachithecium nipponicum
Rhachithecium nipponicum är en bladmossart som beskrevs av Roelof J.van der Wijk och Margadant 1960. Rhachithecium nipponicum ingår i släktet Rhachithecium och familjen Rhachitheciaceae. Inga underarter finns listade i Catalogue of Life.